# 1852 en littérature
| Années de la littérature : 1849 - 1850 - 1851 - 1852 - 1853 - 1854 - 1855    |
| Décennies de la littérature : 1820 - 1830 - 1840 - 1850 - 1860 - 1870 - 1880 |

Cet article présente les faits marquants de l'année 1852 en littérature.

## Événements
- Pierre Larousse fonde à Paris sa maison d'édition le 23 octobre 1852.
- Alfred de Musset élu à l'Académie Française.
- Attaques de la censure russe contre le recueil moscovite des slavophiles.

## Essais
- Napoléon-le-Petit, pamphlet écrit à Bruxelles par Victor Hugo.
- Auguste Comte publie son Catéchisme positiviste.
- Les frères Grimm commencent la publication de leur dictionnaire allemand, le Deutsches Worterbuch.
- Bases y puntos de partida para la organización política de la República Argentina, de Juan Bautista Alberdi.
- Le 18 Brumaire de Louis Bonaparte, de Karl Marx.

## Poésie
- Gérard de Nerval, Les illuminés
- Poèmes antiques, recueil de poèmes de Leconte de Lisle.
- Poèmes et paysages,  recueil de poèmes d'Auguste Lacaussade.

## Romans
- La Case de l'oncle Tom de Mrs Harriet Beecher Stowe paraît à Boston et connaît un succès immédiat (un million d’exemplaires en un an).
- Passé et Pensées de Alexandre Herzen.
- Mémoires d'un chasseur et Trois rencontres de Tourgueniev.
- Enfance de Tolstoï.
- Bleak House, de Charles Dickens (1852-1853).
- Le Livre des merveilles, recueil de nouvelles pour enfants de Nathaniel Hawthorne.
- L'Histoire de Henry Esmond de William Makepeace Thackeray.
- Pierre ou les Ambiguïtés d'Herman Melville.

### Romans parus en France
- La Comédie humaine d'Honoré de Balzac : Charles Houssiaux réimprime les dix-sept volumes  de l'édition Furne et en publie trois nouveaux comprenant La Dernière  Incarnation de Vautrin, L'Initié, Les  Paysans, Les Petites misères de la vie conjugale, le Théâtre, les Cent Contes drolatiques.
- Les drames de la mer, d'Alexandre Dumas, est un recueil de nouvelles composé pendant la période d'exil à Bruxelles du célèbre romancier.
- Émaux et camées de Théophile Gautier ainsi que sa nouvelle fantastique Arria Marcella.
- L'Ensorcelée de Barbey d’Aurevilly.
- Graziella d'Alphonse de Lamartine.
- Arria Marcella nouvelle fantastique de Théophile Gautier.
- Martin Paz, nouvelle de Jules Verne.

## Principales naissances
- 2 septembre : Paul Bourget, écrivain français († 25 septembre 1935).

## Principaux décès
- 21 février : Nicolas Gogol, écrivain et dramaturge russe (° 20 mars 1809).
- 3 septembre : Johann Karl Simon Morgenstern, philologue et théoricien littéraire allemand (° 28 août 1770).